# FlatOut 3: Chaos & Destruction
FlatOut 3: Chaos & Destruction es un videojuego de carreras  desarrollado por Team6 Game Studios y publicado por Strategy First. Distinto a la mayoría de los otros títulos ya en la serie FlatOut, no fue desarrollado por Bugbear Entertainment y no fue publicado fuera del mercado digital. El juego fue presentado el 13 de diciembre de 2011.

## Jugabilidad
Al comienzo del paseo, es posible someterse a un breve entrenamiento, donde se introducirá al jugador en los principios básicos y el sistema de control. Después de esta etapa, se puede pasar a la elección de diferentes modos, entre los que se encuentran los típicos torneos, carreras y competiciones. Los autores del juego no se adhirieron al realismo en términos físicos, sino que se centraron en el entretenimiento y una gran cantidad de destrucción. Durante la carrera en cualquiera de los modos, tendrás que realizar acrobacias locas y luchar constantemente con rivales. El mundo interactivo te permite destruir algunas partes de las pistas y crear nuevos obstáculos.
Para mayor variedad, hay varios minijuegos adicionales que se implementan de manera divertida. Puedes saltar al agua, jugar bolos y dardos usando tu coche y tu conductor como herramientas. El juego se implementó originalmente para videoconsolas y luego se adaptó para computadoras personales, por lo que llevará algún tiempo acostumbrarse a los controles del mouse y el teclado.

## Recepción
A diferencia de sus predecesores, FlatOut 3: Chaos & Destruction recibió críticas "desfavorables" según el sitio web agregador de revisión Metacritic.
FlatOut 3 es uno de los dos juegos Edge ha dado una puntuación de uno de cada diez en su historia (el otro es Kabuki Warriors). Eurogamer también le dio una puntuación de uno de cada diez y criticó todos los aspectos del juego, especialmente los controles y la IA. También lamentó la caída en desgracia de la serie FlatOut y resumió la revisión diciendo: "Podrías volverte loco tratando de racionalizar Flatout 3 No es malo en la forma en que un juego como  Boiling Point es malo, donde las cosas se unen en una especie de grandeza horrible. Esta es una producción pegajosa y técnicamente incompetente. sin características redentoras, carentes de diversión y un insulto al nombre que lleva. Flatout una vez se encendió, pero ahora se ha ido, y si hay un infierno de conducción, seguramente lo será. " GamesMaster también dio al juego uno de cada diez y dijo: "Algunos juegos son tan malos que son buenos (al menos para reír)". FlatOut 3 es simplemente malo. " GameSpot le dio al juego su puntaje más alto al darle cinco de cada diez, alabando el modo Demolición y la amplia gama de modos de juego , pero como en otras revisiones la IA, controles y la mala detección de colisiones fue criticada.